# Włochy na Letnich Igrzyskach Paraolimpijskich 2008
Włochy na Letnich Igrzyskach Paraolimpijskich 2008 w Pekinie reprezentowało 86 zawodników w 12 dyscyplinach.

## Dyscypliny sportowe[1]
- lekkoatletyka
- wioślarstwo
- kolarstwo
- judo
- pływanie
- szermierka na wózkach
- jeździectwo
- tenis na wózkach
- strzelectwo
- łucznictwo
- tenis stołowy
- żeglarstwo

## Medale

### Złoto
- Paolo Viganò – kolarstwo (9 września)
- Paola Protopapa – wioślarstwo (11 września)
- Luca Agolleto – wioślarstwo (11 września)
- Daniele Signore – wioślarstwo (11 września)
- Graziana Saccocci – wioślarstwo (11 września)
- Alessandro Franzetti – wioślarstwo (11 września)

### Srebro
- Pamela Pezzutto – tenis stołowy (10 września)
- Vittorio Podesta – kolarstwo (12 września)
- Cecilia Camellini – pływanie (12 września)

### Brąz
- Fabio Tripoli – kolarstwo (8 września)
- Clara Podda – tenis stołowy (10 września)
- Fabio Tripoli – kolarstwo (12 września)